# Spielgemeinschaft Volleyball Gellersen Lüneburg 2022-2023
Questa voce raccoglie le informazioni riguardanti il Spielgemeinschaft Volleyball Gellersen Lüneburg nelle competizioni ufficiali della stagione 2022-2023.

## Stagione
Il Spielgemeinschaft Volleyball Gellersen Lüneburg partecipa alla stagione 2022-23 senza alcuna denominazione sponsorizzata.
In 1. Bundesliga ottiene un terzo posto in regular season, raggiungendo poi le semifinali dei play-off scudetto, sconfitto dal Friedrichshafen. In Coppa di Lega ottiene un quarto posto finale, sconfitto in semifinale dallo Charlottenburg e nella finale per il terzo posto dal Netzhoppers. In Coppa di Germania invece viene eliminato ai quarti di finale, sempre dal club berlinese.
In ambito europeo è di scena in Coppa CEV, venendo estromesso dal torneo dagli italiani del Modena durante i play-off.

## Organigramma societario
Area direttiva
- Presidente: Andreas Bahlburg

Area tecnica
- Allenatore: Stefan Hübner
- Allenatore in seconda: Söhnke Hinz, Matthias Pompe
- Assistente allenatore: Bernd Schlesinger
- Scoutman: Christian Knospe

Area sanitaria
- Medico: Daniel Becker, Thomas Buller, Andreas Luedtke, Christian Schulz
- Fisioterapista: Nele Hofferbert, Lisa Kahlen, Thomas Kuke, Ulf Nitschke

## Rosa
| N° | Nome              | Ruolo | Data di nascita  | Nazionalità sportiva |
| -- | ----------------- | ----- | ---------------- | -------------------- |
| 1  | Joseph Worsley    | P     | 16 giugno 1997   | Stati Uniti          |
| 2  | Pearson Eshenko   | C     | 16 ottobre 1997  | Canada               |
| 4  | Jordan Ewert      | S     | 18 marzo 1997    | Stati Uniti          |
| 5  | Auke van de Kamp  | S     | 31 luglio 1995   | Paesi Bassi          |
| 6  | Gage Worsley      | L     | 21 ottobre 1998  | Stati Uniti          |
| 8  | Theo Mohwinkel    | S     | 22 novembre 2002 | Germania             |
| 9  | Hannes Gerken     | P     | 29 maggio 1998   | Germania             |
| 10 | Yann Böhme        | O     | 2 agosto 1997    | Germania             |
| 11 | Xander Ketrzynski | O     | 27 gennaio 2000  | Canada               |
| 12 | Lukas Maase       | C     | 28 agosto 1998   | Germania             |
| 16 | Jordan Schnitzer  | C     | 28 luglio 1999   | Canada               |
| 17 | Colton Cowell     | S     | 4 marzo 1997     | Stati Uniti          |

## Statistiche

### Statistiche di squadra
| Competizione      | Punti | In casa | In casa | In casa | In trasferta | In trasferta | In trasferta | Totale | Totale | Totale |
| Competizione      | Punti | G       | V       | P       | G            | V            | P            | G      | V      | P      |
| ----------------- | ----- | ------- | ------- | ------- | ------------ | ------------ | ------------ | ------ | ------ | ------ |
| 1. Bundesliga     | 34/13 | 14      | 9       | 5       | 14           | 8            | 6            | 28     | 17     | 11     |
| Coppa di Germania | -     | 0       | 0       | 0       | 2            | 1            | 1            | 2      | 1      | 1      |
| Coppa di Lega     | -     | -       | -       | -       | -            | -            | -            | 3      | 1      | 2      |
| Coppa CEV         | -     | 4       | 3       | 1       | 4            | 3            | 1            | 8      | 6      | 2      |
| Totale            | -     | 18      | 12      | 6       | 20           | 12           | 8            | 41     | 25     | 16     |

G = partite giocate; V = partite vinte; P = partite perse

### Statistiche dei giocatori
| Giocatore      | 1. Bundesliga | 1. Bundesliga | 1. Bundesliga | 1. Bundesliga | 1. Bundesliga | Coppa di Germania | Coppa di Germania | Coppa di Germania | Coppa di Germania | Coppa di Germania | Coppa di Lega | Coppa di Lega | Coppa di Lega | Coppa di Lega | Coppa di Lega | Coppa CEV | Coppa CEV | Coppa CEV | Coppa CEV | Coppa CEV | Totale | Totale | Totale | Totale | Totale |
| Giocatore      | P             | PT            | AV            | MV            | BV            | P                 | PT                | AV                | MV                | BV                | P             | PT            | AV            | MV            | BV            | P         | PT        | AV        | MV        | BV        | P      | PT     | AV     | MV     | BV     |
| -------------- | ------------- | ------------- | ------------- | ------------- | ------------- | ----------------- | ----------------- | ----------------- | ----------------- | ----------------- | ------------- | ------------- | ------------- | ------------- | ------------- | --------- | --------- | --------- | --------- | --------- | ------ | ------ | ------ | ------ | ------ |
| Y. Böhme       | 21            | 187           | 163           | 13            | 11            | 2                 | 3                 | 1                 | 2                 | 0                 | 2             | 15            | 13            | 1             | 1             | 6         | 11        | 9         | 0         | 2         | 31     | 216    | 186    | 16     | 14     |
| C. Cowell      | 21            | 158           | 125           | 14            | 19            | 1                 | 22                | 20                | 1                 | 1                 | 1             | 19            | 16            | 1             | 2             | 5         | 53        | 43        | 7         | 3         | 28     | 252    | 204    | 23     | 25     |
| P. Eshenko     | 23            | 123           | 75            | 36            | 12            | 2                 | 7                 | 7                 | 0                 | 0                 | 2             | 16            | 11            | 4             | 1             | 6         | 35        | 19        | 14        | 2         | 33     | 181    | 112    | 54     | 15     |
| J. Ewert       | 28            | 414           | 352           | 31            | 31            | 2                 | 35                | 32                | 3                 | 0                 | 3             | 46            | 41            | 3             | 2             | 6         | 106       | 90        | 10        | 6         | 39     | 601    | 515    | 47     | 39     |
| H. Gerken      | 18            | 4             | 1             | 1             | 2             | 2                 | 0                 | 0                 | 0                 | 0                 | 3             | 1             | 0             | 0             | 1             | 6         | 1         | 0         | 1         | 0         | 29     | 6      | 1      | 2      | 3      |
| X. Ketrzynski  | 24            | 168           | 134           | 23            | 11            | 1                 | 6                 | 3                 | 0                 | 3                 | 3             | 25            | 20            | 3             | 2             | 4         | 27        | 13        | 8         | 6         | 32     | 226    | 170    | 34     | 22     |
| L. Maase       | 26            | 234           | 187           | 30            | 17            | 2                 | 32                | 26                | 4                 | 2                 | 2             | 31            | 27            | 3             | 1             | 6         | 86        | 69        | 6         | 11        | 36     | 383    | 309    | 43     | 31     |
| T. Mohwinkel   | 12            | 35            | 31            | 1             | 3             | 1                 | 1                 | 1                 | 0                 | 0                 | 2             | 4             | 3             | 1             | 0             | 2         | 3         | 3         | 0         | 0         | 17     | 43     | 38     | 2      | 3      |
| J. Schnitzer   | 26            | 202           | 151           | 37            | 14            | 2                 | 13                | 9                 | 3                 | 1                 | 2             | 12            | 9             | 2             | 1             | 4         | 35        | 25        | 8         | 2         | 34     | 262    | 194    | 50     | 18     |
| A. van de Kamp | 19            | 120           | 106           | 11            | 3             | 1                 | 5                 | 5                 | 0                 | 0                 | 3             | 20            | 18            | 2             | 0             | 5         | 22        | 18        | 3         | 1         | 28     | 167    | 147    | 16     | 4      |
| G. Worsley     | 28            | 0             | 0             | 0             | 0             | 2                 | 0                 | 0                 | 0                 | 0                 | 3             | 0             | 0             | 0             | 0             | 6         | 0         | 0         | 0         | 0         | 39     | 0      | 0      | 0      | 0      |
| J. Worsley     | 27            | 43            | 23            | 7             | 13            | 2                 | 6                 | 1                 | 3                 | 2                 | 3             | 2             | 1             | 1             | 0             | 6         | 19        | 12        | 6         | 1         | 38     | 70     | 37     | 17     | 16     |

P = presenze; PT = punti totali; AV = attacchi vincenti; MV = muri vincenti; BV = battute vincenti